# シンドバッド 7つの海の伝説
『シンドバッド 7つの海の伝説』（Sinbad: Legend of the Seven Seas）は、2003年のドリームワークス製作のアニメーション映画。『アラビアンナイト』に登場するシンドバッドの冒険を描いた作品。
日本では同年4月公開の『きれいな涙・スピリット』上映劇場で予告編が流れたものの、劇場未公開に終わっている。2005年7月22日にDVDが発売された。
初めて全編Linux OSで制作されたアニメーション映画であり、声優にブラッド・ピット、キャサリン・ゼタ＝ジョーンズなどを起用したドリームワークスの意欲作であったが、興行的には振るわず1億2500万ドルという巨額の損失を出す結果となった。

## キャスト
| 役名         | 俳優                         | 日本語吹き替え |
| ------------ | ---------------------------- | -------------- |
| シンドバッド | ブラッド・ピット             | 藤原啓治       |
| マリーナ     | キャサリン・ゼタ＝ジョーンズ | 林真里花       |
| エリス       | ミシェル・ファイファー       | 高島雅羅       |
| プロテウス   | ジョセフ・ファインズ         | 宮内敦士       |
| ケイル       | デニス・ヘイスバート         | 玄田哲章       |
| ラット       | アドリアーノ・ジャンニーニ   | 茶風林         |
| ダイマス     | ティモシー・ウェスト         | 内田稔         |

- その他の日本語版吹き替え：諸角憲一／大竹宏／青山穣／清水敏孝／姫野惠二／新垣樽助／蔵内よしはる／蓮池龍三／吉野貴宏／細野雅世

## 日本語版制作スタッフ
- 演出：加藤敏
- 翻訳：佐藤恵子
- 制作：東北新社